# Kristin Midthun
Kristin Midthun (Oslo, 4 de fevereiro de 1961) é uma ex-handebolista profissional norueguesa, medalhista olímpica.
Kristin Midthun fez parte da geração medalha de prata de Seul 1988.